# سیارک ۱۱۰۵۵
سیارک ۱۱۰۵۵ (به انگلیسی: 11055 Honduras، نامگذاری:1991GT2) یازده هزار و پنجاه و پنجمین سیارک کشف شده‌است که در ۸ آوریل ۱۹۹۱ کشف شد.
قدر مطلق سیارک برابر ۱۳٫۵۰ است.